# سيدي عيسى (المسيلة)
سيدي عيسى بلدية تابعة لدائرة سيدي عيسى بولاية المسيلة. بلغ عدد سكانها حوالي 72062 نسمة وفقًا لإحصائيات سنة 2008.

## الموقع الجغرافي
تتمتع المنطقة بمجموعة من الحدود المحلية، حيث تقع في الجزء الجنوبي من ولاية البويرة على حدود دائرة سور الغزلان وبلديات: الديرة، والحجرة الزرقاء، والمعمورة. من الجهة الغربية، تحدها ولاية المدية على حدود دائرة شلالة العذاورة، وبلديّات: شنيقل، وعين القصير. أما من الجهة الجنوبية، فتحدها بلديات: عين الحجل، وبوطي السايح، ومن الجهة الشرقية بلدية: سيدي هجرس.